# 梅子林村 (沙頭角)
梅子林村（慶春約）位於沙頭角之曾氏客家村落，鄰近蛤塘及荔枝窩，祖籍為東莞清溪。現任村長為曾玉安。

## 延伸閱讀
- 《梅子林故事——鄉郊文化保育考見記》鄭敏華、周頴欣、任明顥著（三聯書店（香港）有限公司，2022年10月第一版第一次印刷）